# Mimoropica tevorensis
Mimoropica tevorensis là một loài bọ cánh cứng trong họ Cerambycidae.